# أولاد محند سيدي علي بن طالب (للرارمة)
أولاد محند سيدي علي بن طالب هو دُوَّار يقع بجماعة أهل وادزا، إقليم تاوريرت، جهة الشرق في المملكة المغربية. ينتمي الدوّار لمشيخة للرارمة التي تضم دوار واحد. يقدر عدد سكانه بـ 890 نسمة حسب الإحصاء الرسمي للسكان والسكنى لسنة 2004.

## روابط خارجية
- البوابة الوطنية للجماعات الترابية
- المندوبية السامية للتخطيط